# Иващенко, Александр Венедиктович
Александр Венедиктович Иващенко (2 апреля 1916, Николаев — ?) — советский партийный деятель, депутат Верховного Совета УССР 8-го созыва. Член ЦК КПУ в 1961—1966 и 1971—1976 годах. Депутат Верховного Совета СССР 6-го созыва. Кандидат в члены ЦК КПСС в 1961—1966 годах.

## Биография
Родился 2 апреля 1916 года в городе Николаев Херсонской губернии в семье служащего. С 1931 года работал слесарем на Николаевском судоремонтном заводе «Наваль». Учился на рабочем факультете.
В 1940 году окончил Николаевский кораблестроительный институт.
В 1941—1944 годах — мастер, заведующий группой механического оборудования судоремонтного завода, начальник заводской лаборатории.
Член Севастопольского городского комитета ВЛКСМ ЧФ. С 1944 года член ВКП(б). Майор.
В 1944 году — комиссар одного из партизанских отрядов в Крыму.
В 1944—1946 годах — секретарь Севастопольского городского комитета ВЛКСМ.
В 1946—1952 годах — на руководящей инженерно-технической и хозяйственной работе на Черноморском судостроительном заводе имени Марти в городе Николаеве. В 1952—1954 годах — партийный организатор ЦК КПСС Черноморского судостроительного завода имени Марти.
В 1954—1961 годах — секретарь Николаевского областного комитета КПУ.
В 1961 — январе 1963 года — 1-й секретарь Николаевского областного комитета КПУ. В январе 1963 — декабре 1964 года — 1-й секретарь Николаевского промышленного областного комитета КПУ.
В декабре 1964—1965 года — 2-й секретарь Николаевского областного комитета КПУ.
С 1965 года — в аппарате ЦК КПУ. В 1970—1975 годах — заведующий отделом плановых и финансовых органов ЦК КПУ.